# マイク・ファン・ディム
マイク・ファン・ディム（Mike van Diem, 1959年1月12日 - ）は、オランダの映画監督、脚本家である。

## 来歴
1989年に映画『Alaska』によりゴールデン・カルフ賞の短編映画賞を獲得する。1998年にはフェルディナンド・ボルデヴィジュクの小説を原作とした長編映画『キャラクター/孤独な人の肖像』により第70回アカデミー賞外国語映画賞を獲得する。

## 主なフィルモグラフィ
- Alaska (1989) 監督・脚本
- キャラクター/孤独な人の肖像 Karakter (1997) 監督・脚本
- 素敵なサプライズ ブリュッセルの奇妙な代理店 De surprise (2015) 監督・脚本・原案・製作
- Tulipani, Liefde, Eer en een Fiets (2017) 監督・脚本